# Mariano de la Mata Aparicio
Mariano de la Mata Aparicio (La Puebla de Valdavia, 31 décembre 1905 - São Paulo, 5 avril 1983) est un prêtre de l'ordre de Saint Augustin et reconnu bienheureux par l'Église catholique.

## Biographie
Mariano de la Mata naît le 31 décembre 1905 à La Puebla de Valdavia. Attiré par la vie religieuse, il entre dans l'ordre de Saint Augustin. Il reçoit l'habit religieux des mains du bienheureux Anselme Polanco (es) et l'ordination sacerdotale en 1930. Après avoir exercé son ministère pastoral en Espagne durant un an, il part l'année suivant son ordination en mission au Brésil.
D'abord fixé en paroisse, il enseigne ensuite les sciences naturelles au collège Saint-Augustin de São Paulo. Par la suite, il deviendra le supérieur de l'établissement. Attentif à tous, spécialement pour ses élèves, il se préoccupe aussi activement des pauvres et des malades et devient le directeur spirituel des "ateliers de Sainte Rita" qui confectionnent des vêtements pour les pauvres.
Atteint d'un cancer du pancréas, il meurt le 5 avril 1983 à São Paulo.

## Béatification
- 1997 : ouverture de la cause en béatification.
- 20 décembre 2004 : le pape Jean-Paul II lui reconnaît le titre de vénérable.
- 5 novembre 2006 : cérémonie de béatification célébrée dans la Cathédrale de São Paulo par le cardinal José Saraiva Martins, au nom du pape Benoît XVI.